# Pokhara
Pokhara (nepaleză: पोखरा Pokharā) este un oraș în Nepal situat la ca. 200 km de  Kathmandu în centrul statului fiind situat ca oraș pe locul trei ca mărime în Nepal.